# Кала-Есмеральда

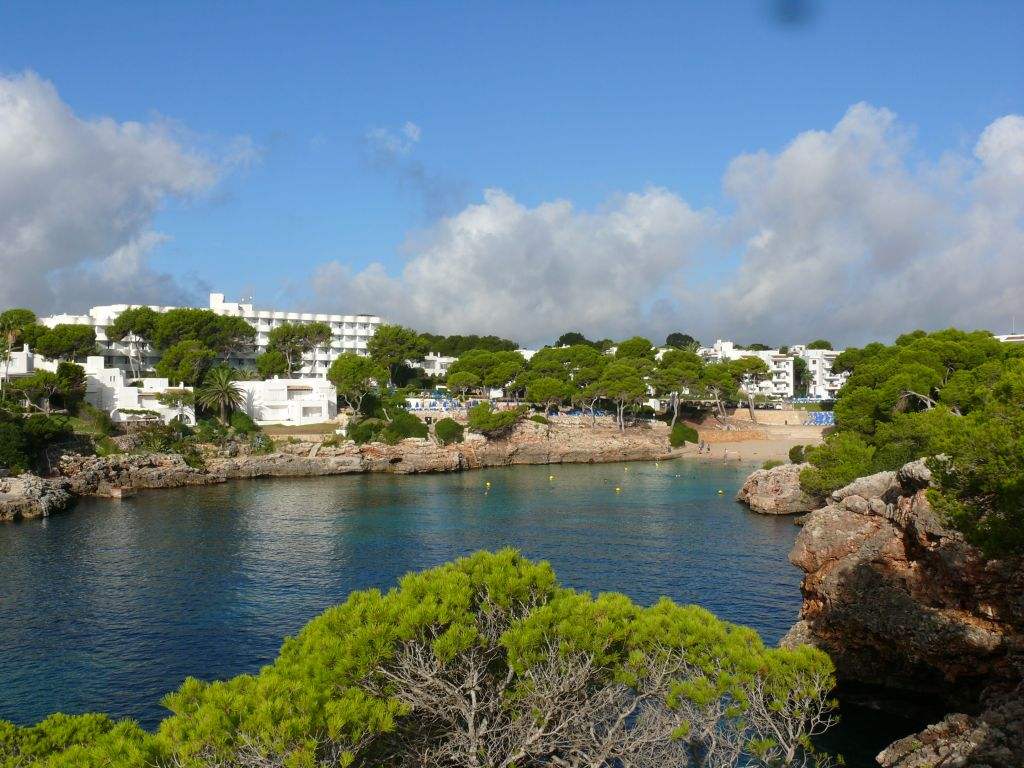
Пляж Кала-Есмеральда

Кала-Есмеральда (кат. Cala Esmeralda) або Кало́-дес-Корралс (кат. Caló des Corrals) — пляж на о. Мальорка (Балеарські о-ви) в Іспанії. Знаходиться в однойменній бухті в курорті Кала д'Орі у південно-східній частині острова у муніципалітеті Сантаньї. Розташований у 14 км від Портоколома.
Назву пляж отримав завдяки зеленувато-синюватому кольору води (ісп. esmeralda — «смарагд»), дослівно — «Смарагдова бухта». Також відомий під іншою назвою — «Коралова бухта».
Пляж являє собою невелику піщану зону, яка оточена низькими скелями, що належать до затоки Кала-д'Ор. Готелі, а також житлові будівлі знаходяться на певній відстані від пляжу.  
Обладнаний душем і туалетами, має якірну зону. Також тут розташовані ресторани, є таксофон.  
Характеристика
- Довжина — 25 м
- Ширина — 25 м
- Тип пляжу — природний, склад — піщаний
- Доступ — автомобільний, пішоходний, судоходний
- Рівень відвідуваності — середній
- Користувачі — туристи
- Умови для купання — невеликі хвилі
- Рятувальна служба — ні
- Доступ для людей з омеженими можливостями — ні
- Якірна зона — так